# Kyffhäuserkreis
Der Kyffhäuserkreis ist ein Landkreis im Norden von Thüringen. Nachbarkreise sind im Norden der Landkreis Nordhausen und der sachsen-anhaltische Landkreis Mansfeld-Südharz, im Osten der Saalekreis und der Burgenlandkreis, beide ebenfalls zu Sachsen-Anhalt gehörend. Im Süden liegt der Landkreis Sömmerda sowie der Unstrut-Hainich-Kreis. Im Westen befindet sich der Landkreis Eichsfeld.
Beliebt bei Touristen sind das Schloss Sondershausen und das Besucherbergwerk in Sondershausen, die Modellbahn Wiehe, das Bauernkriegspanorama in Bad Frankenhausen, die Barbarossahöhle in Rottleben, der Stausee Kelbra  und das Kyffhäuserdenkmal.

## Geografie
Der Kreis liegt im südöstlichen Harzvorland. Er ist geprägt durch große landwirtschaftliche Flächen in den breiten Auen, die durch das kleinste Mittelgebirge Europas, den Kyffhäuser, sowie die Windleite und die Hainleite, weiter östlich durch Schmücke, Hohe Schrecke und Finne  unterbrochen werden. Diese Mittelgebirge sind auch ein beliebtes Wandergebiet. Die Höhenlage des Kreises beträgt zwischen 114 und 522 m ü. NN. Im Süden reicht der Kreis ins Thüringer Becken hinein.
Flüsse der Region sind die Helbe im Westen, die Wipper in der Mitte und die Unstrut im Osten des Kreises. Das Tal der Unstrut um die Stadt Bad Frankenhausen wird auch Diamantene Aue genannt. Goldene und Diamantene Aue vereinigen sich bei der Stadt Artern. Östlich von Artern bei Kalbsrieth und Ritteburg mündet die Helme in die Unstrut.

## Geschichte
Der Landkreis entstand am 1. Juli 1994 durch Zusammenlegung der Kreise Artern und Sondershausen. Während der erst 1952 gegründete Kreis Artern zu Zeiten der DDR Teil des Bezirks Halle war, gehörte der Altkreis Sondershausen bereits 1946 zu Thüringen und nach der Auflösung der Länder zum Bezirk Erfurt. Den Namen verdankt dieser Kreis dem Kyffhäuser, auf dem sich das gleichnamige Kyffhäuserdenkmal von Kaiser Friedrich I. Barbarossa, die ehemalige Reichsburg Kyffhausen und der Fernsehturm Kulpenberg befinden.

### Kreis Sondershausen
Der Kreis Sondershausen ging aus Teilen der Grafschaft (1571–1697) bzw. Fürstentum (1697–1918) und dann dem Freistaat Schwarzburg-Sondershausen (1918–1920) hervor. Er entstand in seiner letzten Form während der DDR Kreisreform von 1952, wo er dem Bezirk Erfurt zugeordnet wurde.

### Kreis Artern
Der Kreis Artern dagegen bildete sich überhaupt erst mit der großen DDR-Verwaltungsreform von 1952 und wurde dem Bezirk Halle zugeordnet. Er bestand aus verschiedenen ehemaligen Verwaltungseinheiten:
- Teilen der Grafschaft bzw.  Fürstentum bzw. Freistaat Schwarzburg-Rudolstadt, Unterherrschaft Frankenhausen, ab 1850 Landratsamt Frankenhausen, 1920–52 Teil des Landkreises Sondershausen
- Teilen des  Landkreis Sangerhausen, Querfurt und Eckartsberga der Preußischen Provinz Sachsen, welche vor dem Wiener Kongress dem Thüringer Kreis des Kurfürstentum ab 1806 Königreich Sachsen angehört hatten.

#### Volksentscheid zur Bundesländerzugehörigkeit im Kreis Artern im Jahre 1990
Am 6. Mai 1990 wurden im Kreis Artern die ersten freien Kreistagswahlen und gleichzeitig ein Volksentscheid zur Bundesländerzugehörigkeit, entweder Sachsen-Anhalt oder Thüringen, durchgeführt. Das Ergebnis war etwa 88 % für Thüringen, bei einer Wahlbeteiligung von 78 %. Hätte man den Volksentscheid nach der Kreistagswahl durchgeführt, wäre auch der Kreis Artern nach Sachsen-Anhalt gekommen, wie die restlichen benachbarten Thüringer Kreise des Bezirkes Halle (Sangerhausen, Nebra und Naumburg). Für diese waren ebenso ursprünglich Volksentscheide vorgesehen, welche aber zu spät reagierten. Volksentscheide wurden nach den Kreistagswahlen nicht mehr anerkannt, und deren möglichen Resultate flossen nicht mehr in das Ländereinführungsgesetz ein. Die Zeit war zu kurz, da die Länder schnellstens gebildet werden mussten, um die Wiedervereinigung durchführen zu können. Michail Gorbatschow hätte jeden Moment verdrängt werden oder sein Einverständnis rückgängig machen können.

### Vereinigung der Kreise Sondershausen und Artern
Am 1. Juli 1994 wurden bei der Kreisreform die Kreise Artern und Sondershausen zum Kyffhäuserkreis vereinigt.

### Einwohnerentwicklung

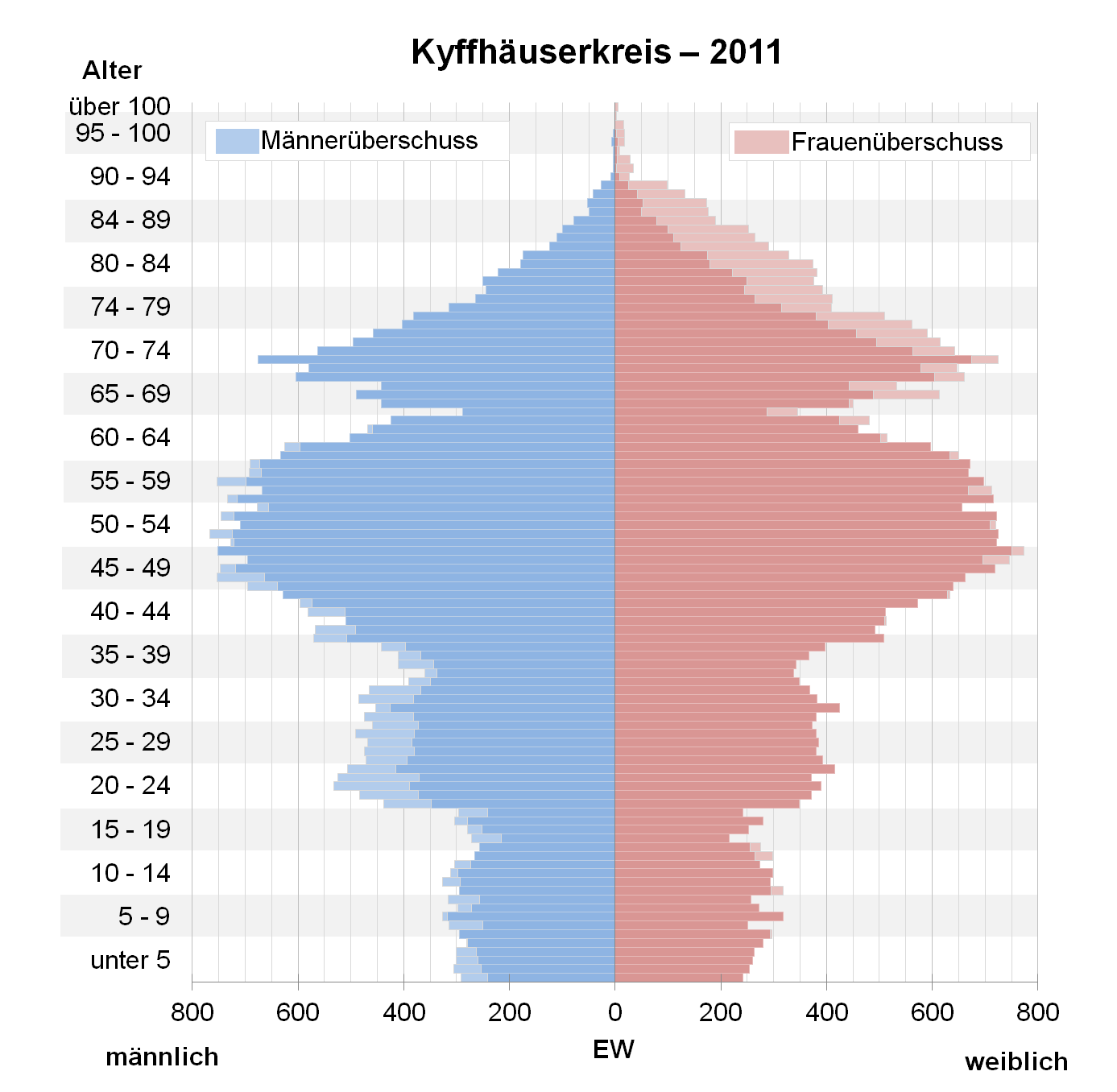
Bevölkerungspyramide für den Kyffhäuserkreis (Datenquelle: Zensus 2011)

| Jahr | Einwohner |
| ---- | --------- |
| 1994 | 98.785    |
| 1995 | 98.144    |
| 1996 | 97.499    |
| 1997 | 96.749    |
| 1998 | 96.135    |
| 1999 | 95.290    |
| 2000 | 94.343    |
| 2001 | 92.983    |
| 2002 | 91.940    |
| 2003 | 90.758    |

| Jahr | Einwohner |
| ---- | --------- |
| 2004 | 89.517    |
| 2005 | 88.307    |
| 2006 | 87.058    |
| 2007 | 85.362    |
| 2008 | 83.835    |
| 2009 | 82.650    |
| 2010 | 81.449    |
| 2011 | 80.471    |
| 2012 | 78.618    |
| 2013 | 77.656    |

| Jahr | Einwohner |
| ---- | --------- |
| 2014 | 77.148    |
| 2015 | 77.110    |
| 2016 | 76.685    |
| 2017 | 75.818    |
| 2018 | 75.009    |
| 2019 | 74.212    |
| 2020 | 73.522    |
| 2021 | 72.964    |
| 2022 | 73.022    |
| 2023 | 72.556    |

| Jahr | Einwohner |
| ---- | --------- |
| 2024 | 71.738    |

 Datenquelle: ab 1994 Thüringer Landesamt für Statistik – Werte vom 31. Dezember

## Politik
Am 23. September 2008 erhielt der Kreis den von der Bundesregierung verliehenen Titel „Ort der Vielfalt“.

### Kreistag
| Partei | Sitze   | Sitzverteilung im Kreistag des Kyffhäuserkreises seit 2024Insgesamt 40 Sitze - Linke: 4 - SPD: 10 - FWuL: 2 - CDU: 10 - AfD: 13 - Die Heimat: 1 |
| AfD    | 13 (+6) | Sitzverteilung im Kreistag des Kyffhäuserkreises seit 2024Insgesamt 40 Sitze - Linke: 4 - SPD: 10 - FWuL: 2 - CDU: 10 - AfD: 13 - Die Heimat: 1 |
| SPD    | 10 (±0) | Sitzverteilung im Kreistag des Kyffhäuserkreises seit 2024Insgesamt 40 Sitze - Linke: 4 - SPD: 10 - FWuL: 2 - CDU: 10 - AfD: 13 - Die Heimat: 1 |
| CDU    | 10 (±0) | Sitzverteilung im Kreistag des Kyffhäuserkreises seit 2024Insgesamt 40 Sitze - Linke: 4 - SPD: 10 - FWuL: 2 - CDU: 10 - AfD: 13 - Die Heimat: 1 |
| Linke  | 4 (−3)  | Sitzverteilung im Kreistag des Kyffhäuserkreises seit 2024Insgesamt 40 Sitze - Linke: 4 - SPD: 10 - FWuL: 2 - CDU: 10 - AfD: 13 - Die Heimat: 1 |
| FWuL   | 2 (−1)  | Sitzverteilung im Kreistag des Kyffhäuserkreises seit 2024Insgesamt 40 Sitze - Linke: 4 - SPD: 10 - FWuL: 2 - CDU: 10 - AfD: 13 - Die Heimat: 1 |
| HEIMAT | 1 (±0)  | Sitzverteilung im Kreistag des Kyffhäuserkreises seit 2024Insgesamt 40 Sitze - Linke: 4 - SPD: 10 - FWuL: 2 - CDU: 10 - AfD: 13 - Die Heimat: 1 |
| Grüne  | 0 (−1)  | Sitzverteilung im Kreistag des Kyffhäuserkreises seit 2024Insgesamt 40 Sitze - Linke: 4 - SPD: 10 - FWuL: 2 - CDU: 10 - AfD: 13 - Die Heimat: 1 |
| FDP    | 0 (−1)  | Sitzverteilung im Kreistag des Kyffhäuserkreises seit 2024Insgesamt 40 Sitze - Linke: 4 - SPD: 10 - FWuL: 2 - CDU: 10 - AfD: 13 - Die Heimat: 1 |
| Gesamt | 40      | Sitzverteilung im Kreistag des Kyffhäuserkreises seit 2024Insgesamt 40 Sitze - Linke: 4 - SPD: 10 - FWuL: 2 - CDU: 10 - AfD: 13 - Die Heimat: 1 |

(Stand: Kommunalwahl am 26. Mai 2024)

### Landrat bzw. Landrätin
Bei der Landratswahl 2012 setzte sich Antje Hochwind-Schneider gegen ihren Vorgänger, Peter Hengstermann, in der Stichwahl durch. Hengstermann war zuvor (seit 1990) Landrat im Kreis Sondershausen und seit 1994 im Kyffhäuserkreis. Antje Hochwind-Schneider wurde bei der Landratswahl 2018 wiedergewählt und 2024 ebenfalls, als Siegerin in der Stichwahl gegen den AfD-Kandidaten Andreas Hartung-Schettler.

### Wappen
Das Wappen wurde am 26. Oktober 1994 durch das Thüringer Landesverwaltungsamt genehmigt.
Blasonierung: „In Blau ein aufgerichteter goldener, rot bewehrter und gezungter Löwe, der sich auf einen Schild stützt, auf einem grünen, oben silbern eingefassten Dreiberg. Der Schild ist geviert; Feld 1 und 4: sind fünfmal von Rot und Silber geteilt; Feld 2 und 3: in Silber sechs rote Wecken in zwei Reihen. Der Dreiberg ist mit einer silbernen Wellenleiste und einem silbernen Wellenfaden belegt.“
Der goldene Löwe im blauen Feld, der sogenannte Käfernburger Löwe, ist das Stammwappen des Grafen-, später Fürstenhauses Schwarzburg, zu dessen Territorien der überwiegende Teil des Landkreises gehörte. Der gevierte Schild zeigt das Wappen der Grafen von Mansfeld, zu deren Gebiet Artern noch im 18. Jh. gehörte, bis es zunächst an Kursachsen und dann 1815 an Preußen (Provinz Sachsen) kam. Der grüne Dreiberg versinnbildlicht die bergige, waldreiche Landschaft, insbesondere die drei Höhenzüge Hainleite, Windleite und das dem Landkreis den Namen gebende Kyffhäusergebirge. Die silberne Wellenleiste ist Symbol der den ostwärtigen Kreisteil durchströmenden Unstrut, der silberne Wellenfaden Sinnbild der das westliche Kreisgebiet durchfließenden Wipper.
Eine Übersicht zu den Wappen der Städte und Gemeinden des Landkreises findet man in der Liste der Wappen im Kyffhäuserkreis.

### Kreispartnerschaften
Eine Partnerschaft besteht mit dem südpolnischen Landkreis Olkusz.

## Wirtschaft und Infrastruktur

### Unternehmen
Der Kyffhäuserkreis ist noch immer durch traditionsreiche Industrie- und Handwerksunternehmen geprägt, wobei klein- und mittelständische Betriebe, besonders im Bereich der Elektroindustrie und im Maschinenbau, vorherrschen. Die Kali- und Elektroindustrie bestimmten fast ein Jahrhundert lang die Region um die heutige Kreisstadt Sondershausen und hatte auch rund um Roßleben eine große Bedeutung. In der Stadt Artern begründete sich in der zweiten Hälfte des 19. Jahrhunderts die Tradition in der Eisenverarbeitung und im Maschinenbau. Der Kyffhäuserkreis erreichte, nach Jena, Platz 2 im 1. Quartal 2020 mit einer Exportquote von etwa 51,0 %. Die hohe Exportquote ist eine Stärke und deutet auf den hohen Anteil Beschäftigter in der exportorientierten Wirtschaft sowie deren Bedeutung für den Kreis hin.
Während der Kupferschiefer-, Braunkohlen-, Schwerspat- und Lesebergbau nie nennenswerte Bedeutung erlangten, brachte es der Kalibergbau an den Standorten Sondershausen und Roßleben zu hoher Blüte. Nach der Wiedervereinigung wurden die Kalistandorte wegen fehlender Wirtschaftlichkeit geschlossen. Seit dem 8. Dezember 2004 wird am Standort Sondershausen wieder in geringem Maße Industriesalz gefördert. Eine Besonderheit ist dabei das dortige Erlebnisbergwerk, in der ältesten befahrbaren Kaligrube der Welt.
Aus der Forschung in der Kali-Industrie der DDR und der Revitalisierung der Kalibergbaustandorte heraus hat sich der noch junge Bereich der Umwelt- und Entsorgungstechnik entwickelt (z. B. Firma K-UTEC AG Salt Technologies). Mit der Hochschule Nordhausen, Studiengang Flächen- und Stoffrecycling, befindet sich seit 2002 auch eine wissenschaftliche Forschungs- und Ausbildungsinstitution in unmittelbarer Nähe.
Das Business and Innovation Centre (BIC) Nordthüringen am Standort Sondershausen unterstützt Gründer und junge Unternehmen, vor allem aus den Branchen Elektrotechnik, Metall-, Maschinen- und Anlagenbau sowie Umwelttechnik. In unmittelbarer Nähe zum BIC haben mehrere Elektrotechnik-Unternehmen und Industriedienstleister in den Gewerbegebieten Hainleite und Jecha ihren Standort gefunden.
Aktuell besitzt der Kyffhäuserkreis eine Arbeitslosenquote von 8,4 % (Stand Juli 2020, Thüringen: 6,3 %). Damit sind die Arbeitslosenzahlen seit 2007 (Arbeitslosenquote damals: 20,4 %), um fast 60 % gesunken. In keinem anderen Thüringer Landkreis, in keiner kreisfreien Stadt in Thüringen, war ein Rückgang in dieser Höhe zu verzeichnen. Damit konnte – erstmals seit vielen Jahren – die „rote Laterne“ abgegeben werden.
Größter Arbeitgeber im Kyffhäuserkreis (Januar 2010) ist die WAGO Kontakttechnik GmbH in Sondershausen – gleichzeitig größter Arbeitgeber in Nordthüringen und viertgrößter im gesamten Freistaat (Thüringer Staatsanzeiger 10/2010).

### Verkehr

#### Straßenverkehr
Zwischen der Landesgrenze bei Artern/Unstrut (Autobahndreieck Südharz in Sachsen-Anhalt A 71/A 38) und der Landesgrenze im Süden (Richtung Schweinfurt mit Anbindung an die A 70) verläuft die größtenteils fertiggestellte A 71, die am „Erfurter Kreuz“ die wichtige West-Ost-Verbindung A 4 quert. Die A 38 bindet die Ballungsräume Göttingen/Kassel (A 7) und Halle/Leipzig (A 9) an. Durch das Kreisgebiet führen die Bundesstraßen 4, 84, 85, 86 und 249.

#### Öffentlicher Personennahverkehr
Im Kyffhäuserkreis eröffnete die Nordhausen-Erfurter Eisenbahn-Gesellschaft 1869 ihre Strecke über Sondershausen–Hohenebra–Greußen. Von ihr zweigte seit 1883 in Hohenebra die Staatsbahn des Fürstentums Schwarzburg-Sondershausen nach Ebeleben ab.
Dort entstand ein lokaler Bahnknoten, nachdem 1897 die Bahnstrecke Ebeleben–Mühlhausen und 1901 die Greußen-Ebeleben-Keulaer Eisenbahn der Firma Herrmann Bachstein eröffnet worden waren.
Den ehemaligen Kreis Artern durchquert seit 1879 die Bahnstrecke Sangerhausen–Erfurt der Magdeburg-Halberstädter Eisenbahngesellschaft. Sie wurde von 1894 bis 2006 durch die Kyffhäuserbahn Bretleben–Sondershausen über Bad Frankenhausen mit der Nordhausen-Erfurter Bahn verbunden. Erbauer war ebenso wie bei der schon 1889 fertiggestellten Bahnstrecke Artern–Naumburg die Preußische Staatseisenbahn.
Beiderseits des Kyffhäusergebirges ergänzten noch zwei Nebenbahnen das Liniennetz:
- 1907: die Bahnstrecke Esperstedt–Oldisleben der Firma Bachstein und
- 1916: die Kyffhäuser Kleinbahn von Artern nach Berga-Kelbra.

Das Gesamtnetz erreichte eine Länge von 191 km. Davon wurden folgende Strecken mit 114 Kilometer Länge stillgelegt:
- 1959: Esperstedt–Oldisleben 4 km
- 1966: Berga–Kelbra–Ichstedt–Artern 12 km
- 1968: Greußen–Ebeleben 18 km
- 1969: Ebeleben–Holzthaleben–Keula 14 km
- 1974: Schlotheim–Rockensußra–Ebeleben Nbf 5 km und Hohenebra–Ebeleben 9 km
- 2006: Sondershausen–Bad Frankenhausen–Bretleben 32 km
- 2006: Reinsdorf–Roßleben–Nebra 22 km

Im Kyffhäuserkreis verkehren heute lediglich Regionalexpress- bzw. Regionalbahnzüge, und zwar auf folgenden Strecken:
- RE Magdeburg–Sangerhausen–Artern–Sömmerda–Erfurt (alle zwei Stunden, im Wechsel mit RB)
- RB Sangerhausen–Artern–Sömmerda–Erfurt (alle zwei Stunden, im Wechsel mit RE)
- RE/RB Nordhausen–Sondershausen–Greußen–Erfurt (jeweils zweistündlich im Wechsel RE ↔ RB)

Im Übrigen wird der öffentliche Personennahverkehr im Westen des Kreises durch Regionalbuslinien der Regionalbus-Gesellschaft Unstrut-Hainich- und Kyffhäuserkreis sichergestellt. Im Osten verkehren Busse der Verkehrsgesellschaft Südharz GmbH.

#### Luftverkehr
Abgesehen von einem Sonderlandeplatz in Bad Frankenhausen-Udersleben, auf dem Flugzeuge bis 5,7 t Startgewicht verkehren können, gibt es im Kyffhäuserkreis keine größeren Flughäfen. Die nächsten Flughäfen sind:
- Flughafen Erfurt-Weimar (ca. 56 km von Sondershausen)
- Flughafen Leipzig/Halle (ca. 82 km von Artern)

## Landschaft
Die Landschaft des Kyffhäuserkreises wird durch weite Wälder (viele Buchen) in den Bergrücken der Hainleite, der Windleite und des Kyffhäusers bestimmt. Dabei entwickelte sich eine artenreiche Flora, insbesondere Orchideen, wie Gelber Frauenschuh, Weißes Waldvöglein, Helm-Knabenkraut oder Fuchs’ Knabenkraut. Der Südhang des Kyffhäusergebirges weist eine typische Trockenflora auf, da dort sehr wenige Niederschläge fallen. Die Hohe Schrecke im Südosten ist das größte Thüringer Naturschutzgebiet.

### Schutzgebiete
Im Landkreis befinden sich 23 ausgewiesene Naturschutzgebiete (Stand Januar 2017). 
Mit dem Naturpark Kyffhäuser und dem Geopark Kyffhäuser besitzt der Landkreis zwei Großschutzgebiete.

## Gemeinden
Artern und Sondershausen sind als Mittelzentren ausgewiesen.
Grundzentren sind An der Schmücke, Bad Frankenhausen/Kyffhäuser, Ebeleben, Greußen und Roßleben-Wiehe.
(Einwohner am 31. Dezember 2024)
| gemeinschaftsfreie Gemeinden 1. Bad Frankenhausen/Kyffhäuser, Stadt (9.715) 2. Greußen, Stadt, Landgemeinde (5.544) 3. Helbedündorf (2.113) 4. Kyffhäuserland (3.810) 5. Roßleben-Wiehe, Stadt, Landgemeinde (7.062) 6. Sondershausen, Stadt (20.910) Verwaltungsgemeinschaften - Greußen (2.930) [Sitz: Greußen] 1. Clingen, Stadt (985) 2. Niederbösa (129) 3. Oberbösa (291) 4. Topfstedt (534) 5. Trebra (283) 6. Wasserthaleben (357) 7. Westgreußen (351) | erfüllende Gemeinden 1. An der Schmücke, Stadt, Landgemeinde (5.881), erfüllende Gemeinde auch für 1. Etzleben (262) 2. Oberheldrungen (711) 2. Artern, Stadt, Landgemeinde (6.462), erfüllende Gemeinde auch für 1. Borxleben (261) 2. Gehofen (599) 3. Kalbsrieth (591) 4. Mönchpfiffel-Nikolausrieth (284) 5. Reinsdorf (672) 3. Ebeleben, Stadt (2.667), erfüllende Gemeinde auch für 1. Abtsbessingen (463) 2. Bellstedt (161) 3. Freienbessingen (172) 4. Holzsußra (268) 5. Rockstedt (200) |  |
| | |  |

Zu den Begriffen „Verwaltungsgemeinschaft“ bzw. „erfüllende Gemeinde“ siehe Verwaltungsgemeinschaft und erfüllende Gemeinde (Thüringen).

## Gebietsveränderungen

### Gemeinden
- Auflösung der Gemeinden Kleinbrüchter und Toba – Eingliederung nach Helbedündorf (2. September 1995)
- Auflösung der Gemeinde Schönfeld – Eingliederung nach Artern (17. November 1995)
- Auflösung der Gemeinde Gundersleben – Eingliederung nach Ebeleben (1. Januar 1996)
- Auflösung der Gemeinden Großberndten, Hohenebra, Immenrode, Kleinberndten, Schernberg, Straußberg und Thalebra – Bildung der Gemeinde Schernberg (1. Januar 1996)
- Auflösung der Gemeinden Feldengel, Holzengel, Kirchengel, Niederspier, Otterstedt, Rohnstedt und Westerengel sowie der Stadt Großenehrich – Bildung der Stadt Großenehrich (1. Januar 1996)
- Auflösung der Gemeinden Berka, Großfurra und Oberspier – Eingliederung nach Sondershausen (1. Januar 1998)
- Auflösung der Gemeinden Bottendorf und Schönewerda – Eingliederung nach Roßleben (1. April 1999)
- Die Gemeinde Roßleben wird zur Stadt erhoben (13. April 1999)
- Auflösung der Gemeinde Esperstedt – Eingliederung nach Bad Frankenhausen/Kyffhäuser (1. Dezember 2007)
- Auflösung der Gemeinde Schernberg – Eingliederung nach Sondershausen (1. Dezember 2007)
- Auflösung der Gemeinden Badra, Bendeleben, Göllingen, Günserode, Hachelbich, Rottleben, Seega und Steinthaleben – Bildung der Gemeinde Kyffhäuserland (31. Dezember 2012)
- Auflösung der Stadt Artern/Unstrut sowie der Gemeinden Heygendorf und Voigtstedt – Bildung der Stadt und Landgemeinde Artern (1. Januar 2019)
- Auflösung der Gemeinden Ichstedt und Ringleben – Eingliederung nach Bad Frankenhausen/Kyffhäuser (1. Januar 2019)
- Auflösung der Städte Roßleben und Wiehe sowie der Gemeinden Donndorf und Nausitz – Bildung der Stadt und Landgemeinde Roßleben-Wiehe (1. Januar 2019)
- Auflösung der Stadt Heldrungen sowie der Gemeinden Bretleben, Gorsleben, Hauteroda, Hemleben und Oldisleben – Bildung der Stadt und Landgemeinde An der Schmücke (1. Januar 2019)
- Auflösung der Gemeinde Thüringenhausen – Eingliederung nach Ebeleben (31. Dezember 2019)
- Auflösung der Städte Greußen und Großenehrich sowie der Gemeinde Wolferschwenda – Bildung der Stadt und Landgemeinde Greußen (1. Januar 2021)

### Verwaltungsgemeinschaften und erfüllende Gemeinden
- Erweiterung der Verwaltungsgemeinschaft Greußen um die Gemeinde Trebra (29. November 1994)
- Erweiterung der Verwaltungsgemeinschaft Kyffhäuser um die Gemeinde Oberbösa (29. November 1994)
- Die Stadt Sondershausen wird erfüllende Gemeinde für Großfurra (4. Februar 1995)
- Die Stadt Sondershausen wird erfüllende Gemeinde für Berka (17. März 1995)
- Die Stadt Sondershausen wird erfüllende Gemeinde für Oberspier (16. Juni 1995)
- Auflösung der Verwaltungsgemeinschaft Helbetal – Die Gemeinden Kleinbrüchter und Toba werden nach Helbedündorf eingemeindet; die restlichen acht Mitgliedsgemeinden werden selbständige Gemeinden (1. September 1995)
- Roßleben wird erfüllende Gemeinde für Bottendorf und Schönewerda (2. September 1995)
- Die Stadt Ebeleben wird erfüllende Gemeinde für Abtsbessingen, Bellstedt, Freienbessingen, Holzsußra, Kleinbrüchter, Rockstedt, Thüringenhausen, Wolferschwenda (20. Oktober 1995)
- Ausgliederung der Stadt Artern/Unstrut und der Gemeinde Schönfeld aus der Verwaltungsgemeinschaft Mittelzentrum Artern (16. November 1995)
- Die Stadt Bad Frankenhausen/Kyffhäuser wird erfüllende Gemeinde für Esperstedt (29. Dezember 1995)
- Auflösung der Verwaltungsgemeinschaft Großenehrich – Bildung der Stadt Großenehrich aus den Mitgliedsgemeinden (1. Januar 1996)
- Auflösung der Verwaltungsgemeinschaft Schernberg – Bildung der Gemeinde Schernberg aus den Mitgliedsgemeinden (1. Januar 1996)
- Erweiterung der Verwaltungsgemeinschaft Greußen um die Gemeinde Niederbösa (1. Januar 1996)
- Die Stadt Wiehe wird erfüllende Gemeinde für Donndorf (15. März 1996)
- Die Stadt Sondershausen ist nicht länger erfüllende Gemeinde für Berka, Großfurra und Oberspier (30. Dezember 1997)
- Roßleben ist nicht länger erfüllende Gemeinde für Bottendorf und Schönewerda (31. März 1999)
- Die Stadt Bad Frankenhausen/Kyffhäuser ist nicht länger erfüllende Gemeinde für Esperstedt (1. Dezember 2007)
- Erweiterung der Verwaltungsgemeinschaft Greußen um die Stadt Großenehrich (1. Dezember 2010)
- Auflösung der Verwaltungsgemeinschaft Kyffhäuser – Bildung der Gemeinde Kyffhäuserland aus den Mitgliedsgemeinden mit Ausnahme der Gemeinde Oberbösa, diese wechselt in die Verwaltungsgemeinschaft Greußen (31. Dezember 2012)
- Auflösung der Verwaltungsgemeinschaft Mittelzentrum Artern –  Fusion der Stadt Artern/Unstrut sowie der Gemeinden Heygendorf und Voigtstedt; Eingliederung der Gemeinden Ichstedt und Ringleben nach Bad Frankenhausen/Kyffhäuser; Fusion der Städte Roßleben und Wiehe sowie der Gemeinden Donndorf und Nausitz; die Stadt Wiehe ist nicht länger erfüllende Gemeinde für Donndorf
- Auflösung der Verwaltungsgemeinschaft An der Schmücke – Bildung der Stadt und Landgemeinde An der Schmücke aus den Mitgliedsgemeinden Stadt Heldrungen sowie der Gemeinden Bretleben, Gorsleben, Hauteroda, Hemleben und Oldisleben; diese wird erfüllende Gemeinde für Etzleben und Oberheldrungen (1. Januar 2019)
- Die Stadt Ebeleben ist nicht länger erfüllende Gemeinde für Thüringenhausen (31. Dezember 2019)
- Die Stadt Greußen verlässt die Verwaltungsgemeinschaft Greußen, bleibt jedoch ihr Verwaltungssitz (1. Januar 2021)
- Die Stadt Ebeleben ist nicht länger erfüllende Gemeinde für Wolferschwenda (1. Januar 2021)

### Namensänderungen
- von Verwaltungsgemeinschaft Artern-Reinsdorf zu Verwaltungsgemeinschaft Mittelzentrum Artern (29. Juni 1994)

## Kfz-Kennzeichen
Am 1. Juli 1994 wurden dem Landkreis die Kfz-Unterscheidungszeichen ART (Artern) und SDH (Sondershausen) zugewiesen. Diese wurden am 1. Februar 1995 vom KYF abgelöst. Seit dem 24. November 2012 sind aufgrund der Kennzeichenliberalisierung die Kürzel ART und SDH wieder erhältlich.